# سبطین رضا
سبطین رضا شاه (زادهٔ ۱۰ اکتبر ۱۹۸۵) یک کریکت‌باز است که برای تیم ملی کریکت کویت بازی می‌کند. سبطین که در کویت به‌دنیا آمد، در پاکستان بزرگ شد و دو فصل (۲۰۰۷–۰۸ و ۲۰۰۸–۰۹) را در رقابت‌های داخلی پاکستان برای تیم‌های مستقر در لاهور بازی کرد. او در تورنمنت ای‌سی‌سی ۲۰۰۰ و در سن ۱۶ سالگی نخستین بازی خود را برای تیم ملی کویت انجام داد و از آن زمان به‌طور منظم در این تیم بازی کرده است. در سال ۲۰۲۰، سبطین به باشگاه کریکت وودبنک (Woodbank Cricket Club) در لیگ جی‌ام‌سی‌ال پیوست؛ تیم سوم این باشگاه نیز در همان سال، در نخستین فصل حضور کاپیتان جدید خود، آیدن آلکاک، موفق به کسب قهرمانی در لیگ شد.

## دوران حرفه‌ای در پاکستان
سبطین یک ضربه‌زن چپ‌دست و آف‌اسپین‌زن راست‌دست بود. او عضو تیم زیر ۱۵ سال پاکستان بود که به فینال هر دو تورنمنت جام زیر ۱۵ سال ای‌سی‌سی ۲۰۰۰ و جام جهانی زیر ۱۵ سال کاست‌کاتر ۲۰۰۰ رسید، اما هر دو بازی نهایی را (به ترتیب برابر هند و هند غربی) واگذار کرد. سبطین در هر دو تورنمنت در رده سوم ترکیب تیم به میدان رفت و در مسابقات ای‌سی‌سی، با ثبت ۱۱۰ دوش، دومین ضربه‌زن برتر تیم پس از شاهید یوسف و پنجمین بازیکن برتر از نظر تعداد دوش در کل مسابقات شد. او همچنین در هر دو تورنمنت هفت ویکت گرفت و تنها شهریار خان با ۸ ویکت در جام جهانی عملکرد بهتری داشت.
سبطین نخستین بازی خود را در مسابقات یک‌روزه زیر ۱۹ سال پاکستان در فصل ۰۲–۲۰۰۱ و در حالی که تنها ۱۵ سال داشت برای تیم کراچی وایتز زیر ۱۹ سال انجام داد؛ تیمی که در دیدار نهایی، مغلوب تیم کراچی بلوز زیر ۱۹ سال شد. او در فصل‌های بعد به تیم‌های لاهور پیوست و در تورنمنت‌های بین‌منطقه‌ای و بین‌ناحیه‌ای زیر ۱۹ سال برای آن‌ها بازی کرد. سبطین در فصل ۰۶–۲۰۰۵ نخستین بازی بزرگ‌سال خود را در مسابقات بین‌ناحیه‌ای انجام داد. پس از عملکرد خوب در آن مسابقات، برای فصل ۰۸–۲۰۰۷ جام قائد اعظم به تیم لاهور شالیمار دعوت شد. او نخستین بازی فرست‌کلاس خود را در اکتبر ۲۰۰۷ در برابر تیم کریکت اسلام‌آباد انجام داد، اما در هر دو نوبت بازی به‌راحتی اخراج شد و در این دیدار توپ‌زنی نکرد.
اگرچه سبطین در نخستین بازی‌اش در رده‌های بالای ترکیب ضربه‌زنی قرار داشت، اما در نوبت دوم بازی دومش در برابر تیم کریکت بانک توسعه کشاورزی، به رتبهٔ دهم نزول کرد. با این حال، او در آن نوبت با ثبت ۲۵ دوش از ۱۷ توپ، بهترین عملکرد تیم را داشت، در حالی‌که لاهور با امتیاز ۱۲۸ از مسابقات کنار رفت. در نوبت نخست بازی بعدی در برابر تیم کریکت هواپیمایی ملی پاکستان، سبطین در رده نهم ضربه‌زنی قرار گرفت. او ۸۵ دوش ناک‌اوت از ۸۰ توپ به‌دست‌آورد که شامل ۱۴ چهار و یک شش بود. تمام این امتیازات در یک شراکت ۹۰ دوشی برای ویکت هشتم با دروازه‌بانی کاشف محمود کسب شد که سهم سبطین از این شراکت ۹۴٪ بود. آن نوبت بهترین عملکرد سبطین در کریکت فرست‌کلاس و تنها نیم‌سده‌اش در این سطح بود.
سبطین در ادامه فصل ۰۸–۲۰۰۷، با تیم لاهور لاینز در مسابقات یک‌روزه، نخستین بازی خود را در برابر تیم کریکت آزمایشگاه‌های تحقیقاتی خان در جام یک‌روزه ملی انجام داد. او در دومین بازی‌اش در برابر تیم کریکت بانک حبیب، دو ویکت گرفت و با ثبت ۵۰/۲ در ده اُوِر، بهترین آمار توپ‌زنی‌اش در لیست الف را به جا گذاشت. سبطین در فصل ۰۹–۲۰۰۸، سه بار دیگر برای لاهور شالیمار در جام قائد اعظم و همچنین دو بار برای لاهور ایگلز در جام بانک سلطنتی اسکاتلند (نام جدید تورنمنت یک‌روزه داخلی) به میدان رفت. او در طول دوران حرفه‌ای‌اش در کریکت فرست‌کلاس تنها یک ویکت گرفت و با میانگین توپ‌زنی ۲۷۶٫۰۰ به کار خود پایان داد، که از بدترین میانگین‌های ثبت‌شده در تاریخ است. این میانگین دوازدهمین آمار بد در تاریخ کریکت فرست‌کلاس است، و تنها عنایت‌الله با میانگین ۲۷۹٫۰۰ در مسابقات پاکستان آماری بدتر از او دارد.

## دوران حرفه‌ای در کویت
اگرچه سبطین همچنان در مسابقات داخلی پاکستان شرکت می‌کرد، اما نخستین بازی خود را برای تیم ملی کویت در جام ای‌سی‌سی ۲۰۰۲ در سنگاپور، در سن ۱۶ سالگی انجام داد. حضور بعدی او در تورنمنت ۲۰۰۴ در مالزی رقم خورد، جایی‌که کویت برای نخستین بار به نیمه‌نهایی رسید و سپس در دیدار رده‌بندی قطر را شکست داد. سبطین در این رقابت‌ها ۱۵۲ دوش به‌دست‌آورد که پس از خالد بات، دومین بازیکن برتر کویت از نظر امتیازگیری بود. او در دیدار برابر مالدیو، با کسب ۸۶ دوش از ۸۶ توپ و همچنین گرفتن ۱۸/۲ از پنج اور، به‌عنوان بازیکن برتر مسابقه انتخاب شد.
به‌جز موارد استثنایی همچون جام نخبگان ای‌سی‌سی ۲۰۱۰ که برای نخستین بار در کویت برگزار شد و کریکت در بازی‌های آسیایی ۲۰۱۴، سبطین پس از نخستین حضورش تقریباً در تمامی تورنمنت‌های مهم شورای کریکت آسیا برای کویت بازی کرده است. او در لیگ جهانی کریکت ۲۰۱۱، بهترین توپ‌زن کویت از نظر تعداد ویکت بود و درخشان‌ترین عملکردش ثبت ۳۵/۴ در برابر تیم ملی کریکت گرنزی بود. در برابر نپال در جام نخبگان ای‌سی‌سی ۲۰۱۲، سبطین با کسب ۷۷ دوش از ۸۴ توپ، پیروزی شگفت‌انگیز چهار ویکتی کویت را رقم زد. دیگر عملکردهای قابل‌توجه او شامل گرفتن ۲۰/۲ و ۳۳ دوش ناک‌اوت در برابر تیم ملی کریکت بحرین در جام بیست شورای کریکت آسیا ۲۰۱۳ است و همچنین پنج ویکت با آمار ۲۷/۵ در برابر مالدیو در تورنمنت ۲۰۱۵ همین مسابقات، که شامل یک هت‌تریک در دو اور پیاپی بود.